# Проватска епархия
Проватската епархия (на гръцки: Ιερά Επισκοπή Προβατάς) е историческа епархия на Вселенската и титулярна епархия на Българската патриаршия. Седалище на епархията е град Провадия.
Проватска е титулярна епископия на Българската екзархия от 1940 година.
Титулярни епископи на Българската екзархия и патриаршия
| Име      | Управление                         | Забележка |
| -------- | ---------------------------------- | --- |
| Софроний | 30 юни 1940 – 11 март 1962         | викарий на Видинската митрополия, в доростолски и червенски м. |
| Антоний  | 16 декември 1962 – 13 април 2002 † | викарий на Видинската митрополия, председател на църковното настоятелство на „Свети Александър Невски“, викарен епископ на Доростолската и Червенска епархия, епископ на разположение на Светия синод |
| Игнатий  | (6 април 2008                      | настоятел на подворието в Москва, викарий на Сливенската митрополия |